# Paraselenis axillaris
Paraselenis axillaris is een keversoort uit de familie bladkevers (Chrysomelidae). De wetenschappelijke naam van de soort werd in 1823 gepubliceerd door Sahlberg.